# Shefita
Rotem Shefy (en hebreo: רותם שפי‎; nacida en 1984), también conocida por su nombre artístico Shefita (en hebreo: שֵׁפִיטָה‎), es una cantante y actriz de voz israelí. Cuando interpreta a Shefita, Shefy personifica a una diva árabe, la cual le ha dado a conocer por sus versiones en música oriental de canciones de rock famosas como   Karma Police de Radiohead, You Oughta Know de Alanis Morissette y Lithium de Nirvana.
Shefita participó en el concurso musical israelí HaKojav HaBa LaErovizion en su 6.ª temporada, y compitió para representar a Israel en el Festival de la Canción de Eurovisión 2019, quedando en el 3.º lugar en la final del concurso, la cual fue transmitida el 12 de febrero de 2019.

## Primeros años
Rotem Shefy nació en Karmiel, Israel, en una familia judía; su padre es de origen asquenazí y su madre es de origen yemenita. Terminó la secundaria matriculada en teatro y cine. En 2002, cumplió su servicio obligatorio en las Fuerzas de Defensa de Israel y sirvió como cantante líder en el ensamble musical de la Fuerza Aérea de Israel hasta 2004. Después de su servicio militar, Shefy estudió en la Escuela de Música Rimon se graduó especializada en voz y composición.
Shefy estudió actuación de voz en los estudios NLS y dio su voz en programas animados como Kid-E-Cats y Pokémon y a películas como Cloudy with a Chance of Meatballs, The Princess and the Frog y Arthur y los Minimoys. En 2011, Shefy comenzó a presentarse con una banda y su material original.

## Carrera musical

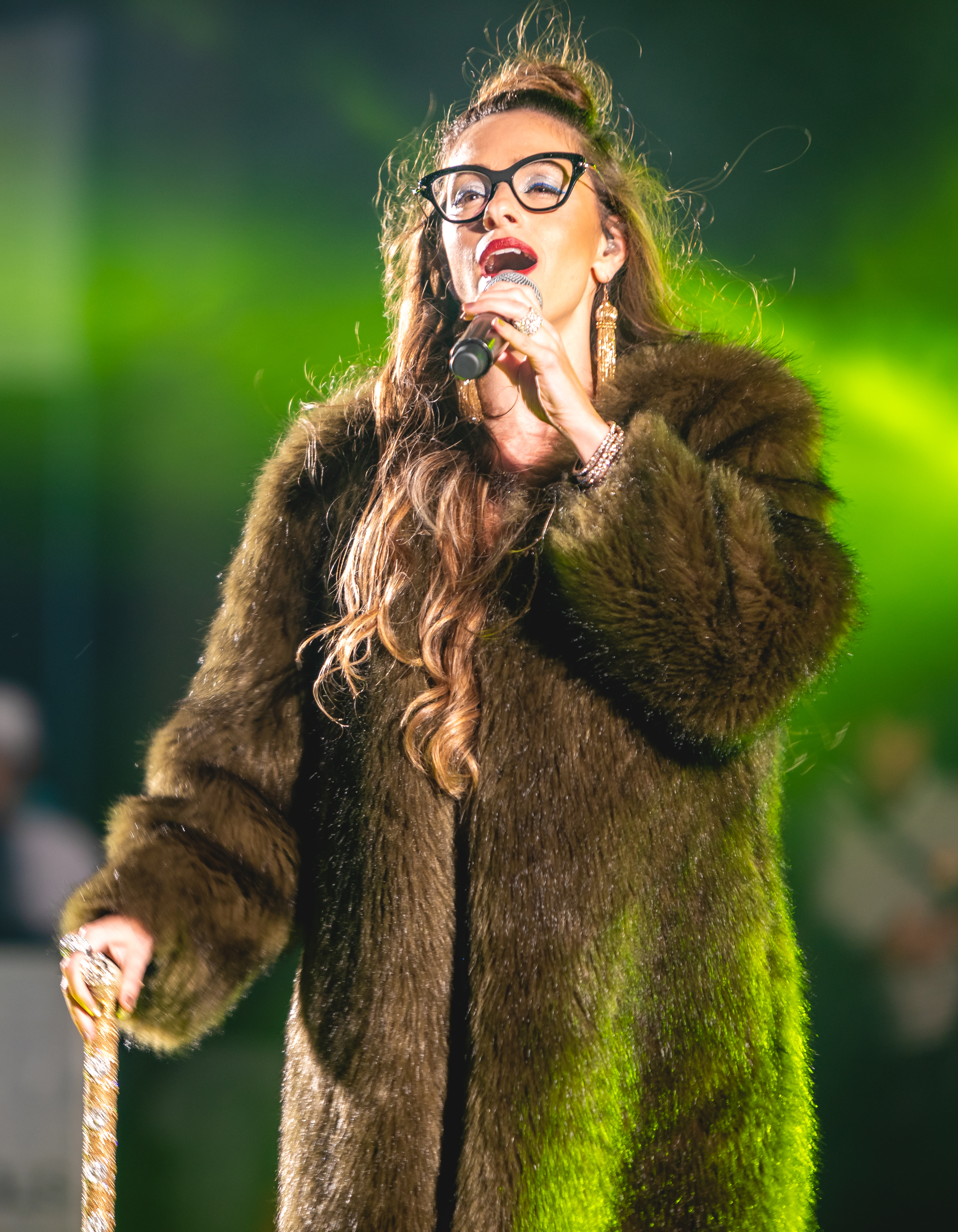
Shefita durante una presentación en Yom Ha'atzmaut, en mayo de 2019.

Su personaje Shefita, incorpora muchas características de un diva;  lleva mucho maquillaje, viste trajes de gala y joyas, y camina con un bastón decorado con bisutería. Shefita es presuntamente nacida Dubái y de vez en cuando afirma que Kurt Cobain fue su amante, quien hizo jurar cantarle un cover de una de sus canciones antes de morir en sus brazos.
En abril de 2013,  presentó una versión de Karma Police, de Radiohead.
En julio de 2015, presentó una versión de la canción Lithium, de la banda estadounidense Nirvana. En agosto del mismo año, lanzó una versión de Alef-Bet, de la cantante y poeta israelí Naomi Shemer.
En noviembre de 2016, fue seleccionada por la Municipalidad de Tel Aviv para grabar la canción y el videoclip oficial de los eventos asociados con la Marcha del Orgullo de Tel Aviv de ese año; presentó un cover la canción Pink de la banda de rock Aerosmith. Ese mismo mes, presentó un cover de You Oughta Know de Alanis Morissette, la cual comentó en su cuenta de Twitter que la versión era "Hermosa".
En enero de 2017, apareció en un comercial israelí de una marca de hummus.
A finales de 2018, comenzó su participación en HaKojav HaBa LaErovizion, y clasificó a la final, la cual fue transmitida el 12 de febrero de 2019. Acabó en el 3.º lugar, con sus presentaciones genrando muchos comentarios en redes sociales y diversos artistas israelíes, algunos acusándola de apropiación cultural.
En enero de 2019, Shefita fue personificada en el popular programa satírico israelí Eretz Nehederet. Después de su participación en HaKojav HaBa LaErovizion, ha colaborado con más artistas famosos israelíes, especialmente cantantes de música mizrají. En febrero de 2019, participó en la producción del álbum de debut He-Storia de la banda israelí HaHertzelim. 
En octubre de 2020, participó en el proyecto Zo HaSha'á, y grabó una versión de la canción Ma Jashuv haYom ("Qué es Importante Hoy") junto con el israelí de origen etíope Moti Taka. En marzo de 2021, presentó un dúo con Maor Edri llamado Chalik ("Basta").
En julio de 2021, presentó Enta ("Tú", en árabe), un cover bilingüe en árabe e inglés de la canción original de la cantante emiratí-yemenita Balqees Ahmed Fathi.

## Vida personal
Shefita tiene una relación de varios años con el músico Dekel Dvir, el baterista de la banda israelí Lola Marsh, quien también ha colaborado en la producción musical de sus canciones. La pareja vive en Tel Aviv. Sus padres están divorciados, y tiene un hermano más joven llamado Omer. En junio de 2021, Shefita anunció que está en la espera de su primer niño.